# Sten Sture der Jüngere

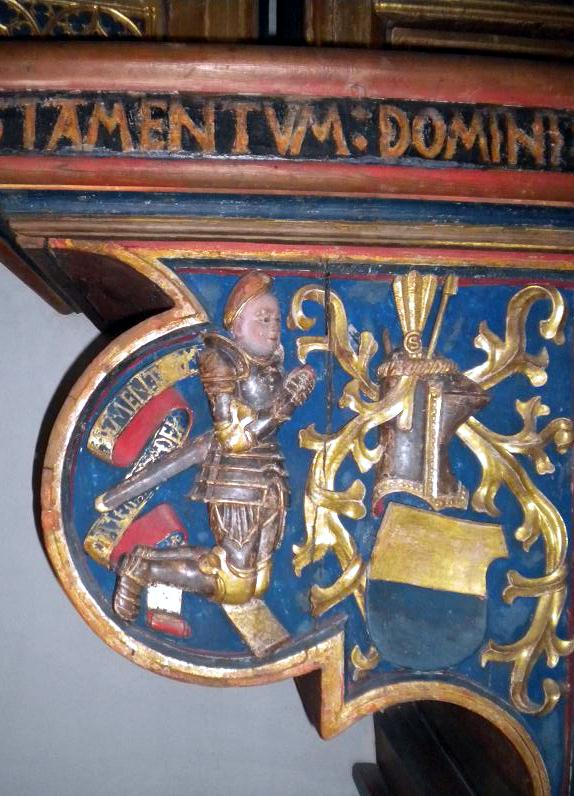
Sten Sture auf der Predella des von ihm und seiner gestifteten Hochaltars im Dom zu Västerås

Sten Sture der Jüngere (Sten Svantesson Sture; * 1493; † 3. Februar 1520) war ein schwedischer Ritter und von 1512 bis zu seinem Tod Reichsverweser des Schwedischen Reiches.

## Leben
Sten war der Sohn von Svante Sture und dessen erster Frau Iliana Gädda. 1497 wurde er bei der Krönung von Johann II. zum Ritter geschlagen. Schon als Jugendlicher beteiligte er sich aktiv am Kampf seines Vaters gegen König Johann und für die Unabhängigkeit Schwedens von Dänemark. 1511 wurde er Gouverneur von Västergötland. Nach dem Tod seines Vaters übernahm er dessen Landgüter und konnte 1512 die Wahl von Erik Trolle zum Reichsverweser erfolgreich anfechten und stattdessen selbst dieses Amt übernehmen. 1517 ließ er den gegen ihn opponierenden Erzbischof von Uppsala Gustav Trolle, den Sohn seines Konkurrenten Erik Trolle, absetzen und unterstützte einen Beschluss des Reichstags zur Schleifung von dessen Burg Almarestäket. Dafür belegte ihn der Papst mit einem Bann.

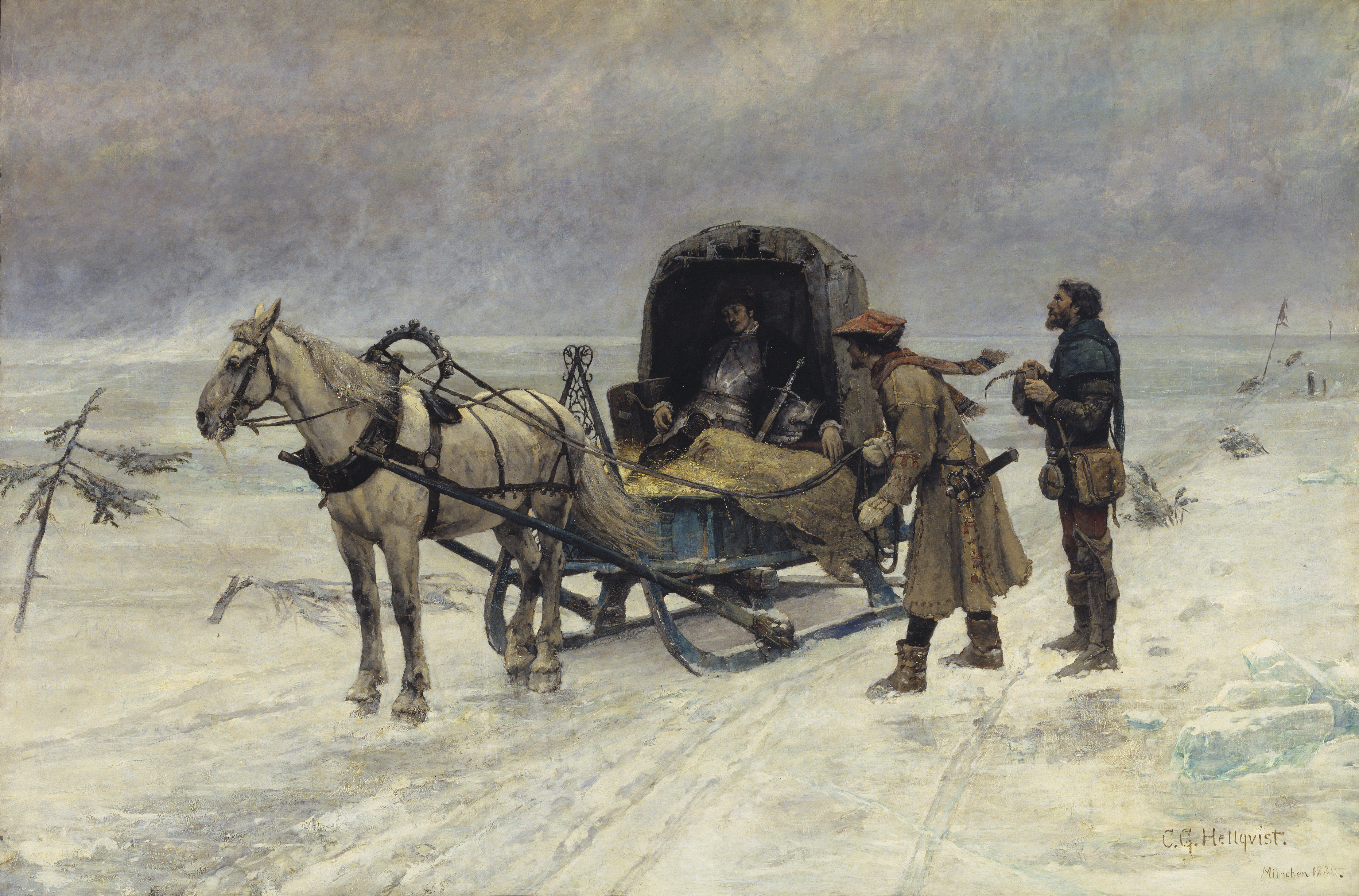
Tod von Sten Sture dem Jüngeren auf dem Eis des Mälaren von Carl Gustaf Hellqvist

Der neue König der Kalmarer Union, Christian II., versuchte 1518, wieder die absolute Macht in Schweden zu erlangen, wurde aber in der Schlacht bei Brännkyrka besiegt und musste umkehren. Zwei Jahre später starteten die Dänen einen erneuten Versuch. Unter dem Befehl von Otto Krumpen überschritten sie die Grenze zu Västergötland und trafen bald auf das 10.000 Mann starke Heer von Sten Sture. Am 19. Januar 1520 begann die Schlacht bei Bogesund. Gleich der erste Kanonenschuss traf Sten Sture und zerschmetterte ihm die Knie. Daraufhin brach Verwirrung in der schwedischen Armee aus, die sich zur Flucht wandte.
Auf dem Weg nach Stockholm starb Sten Sture am 3. Februar in einem Pferdeschlitten an seinen Verletzungen. Im November desselben Jahres ließ Christian II. auf Anstiften des wieder eingesetzten Erzbischofs Gustav Trolle etwa achtzig Oppositionelle beim Stockholmer Blutbad hinrichten und übernahm die Herrschaft über Schweden. Die Leichen von Sten Sture und seinem etwa gleichzeitig verstorbenen jüngsten Sohn wurden wieder ausgegraben und mit den anderen Opfern verbrannt.

## Nachkommen
Sten Sture war seit dem 16. November 1511 mit Kristina Nilsdotter Gyllenstierna verheiratet und hatte mit ihr drei Söhne und drei Töchter.
- Nils Sture (1512–1527)
- Iliana Sture (Stensdotter) (1514–)
- Magdalena Sture (Stensdotter) (1516–1521)
- Svante Sture der Jüngere (Stensson) (1517–1567), hoher Militärbeamter
- Anna Sture (Stensdotter) (1518–)
- Gustav Sture (1519–1520)